# Elecciones municipales de Noruega de 2023
Las elecciones municipales de Noruega fueron celebradas el 11 de septiembre de 2023.
Las elecciones municipales de Noruega de 2023, celebradas el 11 de septiembre, fue la primera vez en una siglo que el Partido Laborista perdía la primera plaza en favor del Partido Conservador. Este resultado se analizo por el desgaste del Laborismo en frente del gobierno, ya que su socio de coalición fue el partido que más escaños y votos perdió de todos.
El Partido Conservador obtuvo el 25,88% de los votos, lo que se tradujo en 1717 escaños, 229 más que en las elecciones anteriores. Este resultado le permitió ganar las elecciones. Esta victoria representó la primera derrota del Partido Laborista en elecciones municipales en un siglo.
El Partido Laborista, que aunque fue la fuerza política dominante durante casi un siglo, sufrió una significativa pérdida de apoyo, obteniendo el 21,65% de los votos y 2.023 escaños, 560 menos que en las elecciones anteriores.
El Partido del Progreso experimentó un crecimiento notable, logrando el 11,39% de los votos y aumentando su representación a 948 escaños, 247 más que en las elecciones anteriores. Este incremento consolidó su posición tercera fuerza del país en detrimento del Partido de Centro.
El Partido del Centro sufrió una caída significativa en su apoyo, obteniendo el 8,16% de los votos y 1.274 escaños, lo que representó una pérdida de 991 escaños en comparación con las elecciones anteriores y más de la mitad de los votos.
La Izquierda Socialista logró un ligero incremento en su representación, obteniendo el 6,79% de los votos y 484 escaños, 29 más que en las elecciones anteriores. El Partido Liberal experimentó un aumento modesto, alcanzando el 4,98% de los votos y 280 escaños, 16 más que en las elecciones anteriores. El Partido Demócrata Cristiano sufrió una ligera disminución en su apoyo, obteniendo el 3,97% de los votos y 359 escaños, 52 menos que en las elecciones anteriores.
El Partido Verde experimentó una disminución en su representación, obteniendo el 4,13% de los votos y 157 escaños, 153 menos que en las elecciones anteriores. El Partido Rojo mantuvo una representación estable, obteniendo el 3,48% de los votos y 192 escaños, apenas una disminución de un escaño en comparación con las elecciones anteriores.

## Campaña electoral

#### Debates
| Debates de las elecciones municipales de Noruega de 2023 | Debates de las elecciones municipales de Noruega de 2023 | Debates de las elecciones municipales de Noruega de 2023 | Debates de las elecciones municipales de Noruega de 2023 | Debates de las elecciones municipales de Noruega de 2023 | Debates de las elecciones municipales de Noruega de 2023 | Debates de las elecciones municipales de Noruega de 2023 | Debates de las elecciones municipales de Noruega de 2023 | Debates de las elecciones municipales de Noruega de 2023 | Debates de las elecciones municipales de Noruega de 2023 | Debates de las elecciones municipales de Noruega de 2023 | Debates de las elecciones municipales de Noruega de 2023 |
| Fecha                                                    | Organizador                                              | P Presente I Invitado NI No invitado                     | P Presente I Invitado NI No invitado                     | P Presente I Invitado NI No invitado                     | P Presente I Invitado NI No invitado                     | P Presente I Invitado NI No invitado                     | P Presente I Invitado NI No invitado                     | P Presente I Invitado NI No invitado                     | P Presente I Invitado NI No invitado                     | P Presente I Invitado NI No invitado                     | Ref.                                                     |
| Fecha                                                    | Organizador                                              | Ap                                                       | H                                                        | Sp                                                       | FrP                                                      | SV                                                       | KrF                                                      | MDG                                                      | V                                                        | R                                                        | Ref.                                                     |
| -------------------------------------------------------- | -------------------------------------------------------- | -------------------------------------------------------- | -------------------------------------------------------- | -------------------------------------------------------- | -------------------------------------------------------- | -------------------------------------------------------- | -------------------------------------------------------- | -------------------------------------------------------- | -------------------------------------------------------- | -------------------------------------------------------- | -------------------------------------------------------- |
| Fecha                                                    | Organizador                                              |                                                          |                                                          |                                                          |                                                          |                                                          |                                                          |                                                          |                                                          |                                                          | Ref.                                                     |
| 9 de agosto de 2023                                      | Verdens Gang                                             | P Gahr                                                   | P Solberg                                                | P Slagsvold                                              | P Listhaug                                               | NI                                                       | NI                                                       | NI                                                       | NI                                                       | NI                                                       | [ 7 ]                                                    |
| 17 de agosto de 2023                                     | Norsk Rikskringkasting                                   | P Gahr                                                   | P Solberg                                                | P Slagsvold                                              | P Listhaug                                               | P Bergstø                                                | P Bollestad                                              | P Hermstad                                               | P Melby                                                  | P Martinussen                                            | [ 8 ]                                                    |
| 29 de agosto de 2023                                     | TV 2 Direkte                                             | P Gahr                                                   | P Solberg                                                | P Slagsvold                                              | P Listhaug                                               | P Bergstø                                                | P Bollestad                                              | P Hermstad                                               | P Melby                                                  | P Martinussen                                            | [ 9 ]                                                    |

#### Encuestas
| Encuestas de Opinión     | Encuestas de Opinión | Encuestas de Opinión | Encuestas de Opinión | Encuestas de Opinión | Encuestas de Opinión | Encuestas de Opinión | Encuestas de Opinión | Encuestas de Opinión | Encuestas de Opinión | Encuestas de Opinión | Encuestas de Opinión | Encuestas de Opinión |
| Fecha                    | Ap                   | H                    | Sp                   | FrP                  | SV                   | KrF                  | MDG                  | V                    | R                    | Otros                | Ventaja              | Ref.                 |
| ------------------------ | -------------------- | -------------------- | -------------------- | -------------------- | -------------------- | -------------------- | -------------------- | -------------------- | -------------------- | -------------------- | -------------------- | -------------------- |
| Fecha                    |                      |                      |                      |                      |                      |                      |                      |                      |                      | Otros                | Ventaja              | Ref.                 |
| 10 de septiembre de 2023 | 20.7                 | 26.3                 | 7.5                  | 10.7                 | 7.8                  | 4.2                  | 4.9                  | 5.2                  | 3.8                  | 7.3                  | 5.6                  | [ 10 ]               |
| 3 de septiembre de 2023  | 20.4                 | 27.7                 | 7.4                  | 11.0                 | 7.6                  | 4.2                  | 4.4                  | 4.6                  | 4.2                  | 6.8                  | 7.3                  | [ 11 ]               |
| 27 de agosto de 2023     | 20.4                 | 28.6                 | 7.6                  | 10.8                 | 7.5                  | 4.1                  | 4.2                  | 4.5                  | 4.3                  | 6.2                  | 8.2                  | [ 12 ]               |
| 20 de agosto de 2023     | 20.5                 | 28.6                 | 7.4                  | 10.7                 | 7.6                  | 4.1                  | 4.5                  | 4.8                  | 4.3                  | 5.6                  | 8.1                  | [ 13 ]               |
| 13 de agosto de 2023     | 21.0                 | 29.6                 | 7.1                  | 10.4                 | 7.2                  | 3.9                  | 4.5                  | 4.2                  | 4.5                  | 5.7                  | 8.6                  | [ 14 ]               |
| 6 de agosto de 2023      | 21.4                 | 30.1                 | 7.4                  | 10.3                 | 7.1                  | 3.8                  | 4.4                  | 4.0                  | 4.5                  | 4.9                  | 8.7                  | [ 15 ]               |

## Resultados

### Municipales
|  | 25.88 % |

|  | 21.65 % |

|  | 11.39 % |

|  | 8.16 % |

|  | 6.79 % |

|  | 4.98 % |

|  | 4.13 % |

|  | 3.97 % |

|  | 3.48 % |

|  | 3.06 % |

|  | 1.50 % |

|  | 0.50 % |

|  | 0.47 % |

|  | 0.42 % |

|  | 0.18 % |

|  | 0.17 % |

|  | 0.04 % |

|  | 0.04 % |

|  | 0.02 % |

|  | 0.02 % |

|  | 0.01 % |

|  | 0.01 % |

|  | 3.14 % |

|  | 98.84 % |

|  | 1.16 % |

|  | 100.00 % |

|  | 60.84 % |

###### Resultados en los municipios mas poblados
| Provincia | Municipio    | Habitantes | Alcalde saliente | Alcalde saliente    | Alcalde entrante | Alcalde entrante      |
| --------- | ------------ | ---------- | ---------------- | ------------------- | ---------------- | --------------------- |
| Oslo      | Oslo         | 709,037    |                  | Raymond Johansen    |                  | Eirik Lae Solberg     |
| Vestland  | Bergen       | 289,330    |                  | Rune Bakervik       |                  | Christine B. Meyer    |
| Trøndelag | Trondheim    | 212,660    |                  | Rita Ottervik       |                  | Kent Ranum            |
| Rogaland  | Stavanger    | 146,011    |                  | Kari Nessa Nordtun  |                  | Sissel Knutsen Hegdal |
| Akershus  | Bærum        | 129,874    |                  | Lisbeth Hammer Krog |                  | Lisbeth Hammer Krog   |
| Agder     | Kristiansand | 115,569    |                  | Jan Oddvar Skisland |                  | Mathias Bernander     |
| Buskerud  | Drammen      | 103,291    |                  | Monica Myrvold Berg |                  | Kjell Arne Hermansen  |
| Akershus  | Asker        | 97,784     |                  | Lene Conradi        |                  | Lene Conradi          |
| Akershus  | Lillestrøm   | 91,515     |                  | Jørgen Vik          |                  | Kjartan Berland       |
| Østfold   | Fredrikstad  | 84,444     |                  | Siri Martinsen      |                  | Arne Sekkelsten       |
| Fuente:   |              |            |                  |                     |                  |                       |

### Elecciones en los Condados
|  | 25.51 % |

|  | 21.81 % |

|  | 12.46 % |

|  | 8.63 % |

|  | 6.23 % |

|  | 4.45 % |

|  | 4.33 % |

|  | 3.89 % |

|  | 3.69 % |

|  | 3.52 % |

|  | 1.86 % |

|  | 0.70 % |

|  | 0.64 % |

|  | 0.38 % |

|  | 0.38 % |

|  | 0.25 % |

|  | 0.23 % |

|  | 0.19 % |

|  | 0.84 % |

|  | 97.83 % |

|  | 2.17 % |

|  | 100.00 % |

|  | 49.74 % |

#### Resultado por Condado
|  | 26.2 % |

|  | 35.6 % |

|  | 30.2 % |

|  | 17.0 % |

|  | 19.0 % |

|  | 21.8 % |

|  | 13.1 % |

|  | 11.0 % |

|  | 12.8 % |

|  | 11.7 % |

|  | 6.3 % |

|  | 9.6 % |

|  | 5.7 % |

|  | 5.5 % |

|  | 5.1 % |

|  | 5.5 % |

|  | 5.4 % |

|  | 3.6 % |

|  | 3.7 % |

|  | 4.3 % |

|  | 3.6 % |

|  | 3.6 % |

|  | 3.1 % |

|  | 3.5 % |

|  | 3.0 % |

|  | 2.5 % |

|  | 2.9 % |

|  | 2.8 % |

|  | 2.2 % |

|  | 2.5 % |

|  | 2.6 % |

|  | 2.0 % |

|  | 1.8 % |

|  | 1.8 % |

|  | 3.4 % |

|  | 2.9 % |

|  | 2.7 % |

|  | 100.00 % |

|  | 100.00 % |

|  | 100.00 % |

|  | 58.9 % |

|  | 58.4 % |

|  | 53.5 % |

|  | 22.8 % |

|  | 31.0 % |

|  | 22.0 % |

|  | 19.0 % |

|  | 17.0 % |

|  | 19.0 % |

|  | 12.2 % |

|  | 17.0 % |

|  | 16.2 % |

|  | 11.9 % |

|  | 9.2 % |

|  | 9.6 % |

|  | 6.5 % |

|  | 6.0 % |

|  | 5.6 % |

|  | 5.3 % |

|  | 3.9 % |

|  | 5.4 % |

|  | 5.1 % |

|  | 3.5 % |

|  | 5.2 % |

|  | 4.8 % |

|  | 3.0 % |

|  | 3.9 % |

|  | 3.1 % |

|  | 2.9 % |

|  | 3.2 % |

|  | 2.6 % |

|  | 2.7 % |

|  | 2.8 % |

|  | 2.0 % |

|  | 2.0 % |

|  | 2.1 % |

|  | 2.0 % |

|  | 1.8 % |

|  | 2.8 % |

|  | 1.8 % |

|  | 3.3 % |

|  | 100.00 % |

|  | 100.00 % |

|  | 100.00 % |

|  | 54.3 % |

|  | 53.5 % |

|  | 56.6 % |

|  | 24.4 % |

|  | 26.7 % |

|  | 28.0 % |

|  | 22.9 % |

|  | 25.1 % |

|  | 19.7 % |

|  | 12.7 % |

|  | 13.3 % |

|  | 14.7 % |

|  | 10.7 % |

|  | 7.4 % |

|  | 8.7 % |

|  | 7.5 % |

|  | 4.8 % |

|  | 5.9 % |

|  | 5.6 % |

|  | 4.0 % |

|  | 5.5 % |

|  | 5.3 % |

|  | 3.8 % |

|  | 4.4 % |

|  | 3.2 % |

|  | 3.7 % |

|  | 3.2 % |

|  | 2.5 % |

|  | 3.5 % |

|  | 3.0 % |

|  | 2.4 % |

|  | 3.4 % |

|  | 2.6 % |

|  | 2.3 % |

|  | 2.7 % |

|  | 2.0 % |

|  | 4.2 % |

|  | 100.00 % |

|  | 100.00 % |

|  | 100.00 % |

|  | 53.2 % |

|  | 50.1 % |

|  | 60.5 % |

|  | 25.1 % |

|  | 24.1 % |

|  | 27.3 % |

|  | 19.5 % |

|  | 18.5 % |

|  | 22.6 % |

|  | 13.9 % |

|  | 14.6 % |

|  | 11.8 % |

|  | 10.0 % |

|  | 9.7 % |

|  | 8.0 % |

|  | 6.7 % |

|  | 7.7 % |

|  | 6.6 % |

|  | 6.3 % |

|  | 5.8 % |

|  | 4.4 % |

|  | 5.4 % |

|  | 5.2 % |

|  | 4.1 % |

|  | 5.1 % |

|  | 3.4 % |

|  | 4.0 % |

|  | 3.4 % |

|  | 3.4 % |

|  | 3.7 % |

|  | 2.5 % |

|  | 2.8 % |

|  | 3.5 % |

|  | 2.5 % |

|  | 2.5 % |

|  | 2.4 % |

|  | 2.2 % |

|  | 1,5 % |

|  | 100.00 % |

|  | 100.00 % |

|  | 100.00 % |

|  | 56.1 % |

|  | 57.1 % |

|  | 59.6 % |

|  | 31.6 % |

|  | 18.5 % |

|  | 22.9 % |

|  | 17.8 % |

|  | 13.0 % |

|  | 12.6 % |

|  | 5.4 % |

|  | 11.0 % |

|  | 4.8 % |

|  | 7.8 % |

|  | 4.2 % |

|  | 6.1 % |

|  | 4.1 % |

|  | 4.9 % |

|  | 3.7 % |

|  | 4.2 % |

|  | 3.6 % |

|  | 3.9 % |

|  | 3.6 % |

|  | 3.2 % |

|  | 1.6 % |

|  | 1.4 % |

|  | 2.4 % |

|  | 2.5 % |

|  | 100.00 % |

|  | 100.00 % |

|  | 57.3 % |

|  | 60.9 % |

###### Condados más poblados
| Gobierno de los condados | Gabinete saliente             | Gabinete saliente        | Gabinete saliente        |
| Gobierno de los condados | Alcalde                       | Partidos que lo componen | Partidos que lo componen |
| ------------------------ | ----------------------------- | ------------------------ | ------------------------ |
| Agder                    | Arne Thomassen                |                          | Conservador              |
| Agder                    | Arne Thomassen                | Demócrata Cristiano      |                          |
| Agder                    | Arne Thomassen                | Progreso                 |                          |
| Agder                    | Arne Thomassen                | Liberal                  |                          |
|                          |                               |                          |                          |
| Akershus                 | Roger Ryberg                  |                          | Laborista                |
| Akershus                 | Roger Ryberg                  | Centro                   |                          |
| Akershus                 | Roger Ryberg                  | Izquierda                |                          |
| Akershus                 | Roger Ryberg                  | Verde                    |                          |
|                          |                               |                          |                          |
| Buskerud                 | Roger Ryberg                  |                          | Laborista                |
| Buskerud                 | Roger Ryberg                  | Centro                   |                          |
| Buskerud                 | Roger Ryberg                  | Izquierda                |                          |
| Buskerud                 | Roger Ryberg                  | Verde                    |                          |
|                          |                               |                          |                          |
| Finnmark Finnmárku       | Ivar B. Prestbakmo            |                          | Centro                   |
| Finnmark Finnmárku       | Ivar B. Prestbakmo            | Laborista                |                          |
| Finnmark Finnmárku       | Ivar B. Prestbakmo            | Izquierda                |                          |
|                          |                               |                          |                          |
| Innlandet                | Even Aleksander Hagen         |                          | Laborista                |
| Innlandet                | Even Aleksander Hagen         | Centro                   |                          |
|                          |                               |                          |                          |
| Møre og Romsdal          | Tove-Lise Torve               |                          | Laborista                |
| Møre og Romsdal          | Tove-Lise Torve               | Centro                   |                          |
| Møre og Romsdal          | Tove-Lise Torve               | Izquierda                |                          |
| Møre og Romsdal          | Tove-Lise Torve               | Verde                    |                          |
| Møre og Romsdal          | Tove-Lise Torve               | Demócrata Cristiano      |                          |
| Møre og Romsdal          | Tove-Lise Torve               | Liberal                  |                          |
|                          |                               |                          |                          |
| Nordland                 | Kari Anne Bøkestad Andreassen |                          | Centro                   |
| Nordland                 | Kari Anne Bøkestad Andreassen | Laborista                |                          |
| Nordland                 | Kari Anne Bøkestad Andreassen | Izquierda                |                          |
| Nordland                 | Kari Anne Bøkestad Andreassen | Demócrata Cristiano      |                          |
|                          |                               |                          |                          |
| Østfold                  | Roger Ryberg                  |                          | Laborista                |
| Østfold                  | Roger Ryberg                  | Centro                   |                          |
| Østfold                  | Roger Ryberg                  | Izquierda                |                          |
| Østfold                  | Roger Ryberg                  | Verde                    |                          |
|                          |                               |                          |                          |
| Rogaland                 | Marianne Chesak               |                          | Conservador              |
| Rogaland                 | Marianne Chesak               | Demócrata Cristiano      |                          |
| Rogaland                 | Marianne Chesak               | Progreso                 |                          |
| Rogaland                 | Marianne Chesak               | Liberal                  |                          |
|                          |                               |                          |                          |
| Telemark                 | Terje Riis-Johansen           |                          | Centro                   |
| Telemark                 | Terje Riis-Johansen           | Laborista                |                          |
| Telemark                 | Terje Riis-Johansen           | Izquierda                |                          |
|                          |                               |                          |                          |
| Troms Romsa              | Ivar B. Prestbakmo            |                          | Centro                   |
| Troms Romsa              | Ivar B. Prestbakmo            | Laborista                |                          |
| Troms Romsa              | Ivar B. Prestbakmo            | Izquierda                |                          |
|                          |                               |                          |                          |
| Trøndelag Trööndelage    | Tore O. Sandvik               |                          | Laborista                |
| Trøndelag Trööndelage    | Tore O. Sandvik               | Centro                   |                          |
| Trøndelag Trööndelage    | Tore O. Sandvik               | Izquierda                |                          |
| Trøndelag Trööndelage    | Tore O. Sandvik               | Demócrata Cristiano      |                          |
|                          |                               |                          |                          |
| Vestland                 | Jon Askeland                  |                          | Centro                   |
| Vestland                 | Jon Askeland                  | Laborista                |                          |
| Vestland                 | Jon Askeland                  | Izquierda                |                          |
| Vestland                 | Jon Askeland                  | Verde                    |                          |
| Vestland                 | Jon Askeland                  | Demócrata Cristiano      |                          |
| Vestland                 | Jon Askeland                  | Liberal                  |                          |
|                          |                               |                          |                          |